# Чемпионат мира по академической гребле 1984
14-й чемпионат мира по академической гребле прошёл с 23 по 26 августа 1984 года в Монреале (Канада). Так как в этом году проводились Олимпийские игры в Лос-Анджелесе, разыгрывались только 8 комплектов наград в неолимпийских дисциплинах, в которых используются лодки лёгкого веса.

## Медалисты

### Мужчины
| Дисциплина              | Золото | Золото  | Серебро | Серебро | Бронза | Бронза  |
| ----------------------- | --- | ------- | --- | ------- | --- | ------- |
| Одиночки LM1x           | Бьярне Эльтанг Дания | 7:02,20 | Пол Фукс США | 7:03,55 | Анхель Виана Испания | 7:07,37 |
| Двойки парные LM2x      | Италия · Франческо Эспозито · Руджеро Веррока | 6:25,14 | ФРГ Хартмут Шефер Роланд Эренфельс | 6:29,67 | Дания · Мортен Эсперсен · Лейф Крусе | 6:31,27 |
| Четвёрки распашные LM4- | Испания · Фернандо Молина · Хосе де Марко · Луис Морено · Альберто Молина                                                                                          | 6:09,39 | ФРГ Вольфганг Биркнер Томас Йекель Франк Рогаль Ансгар Веслинг | 6:09,73 | Великобритания · Кристофер Бейтс · Карл Смит · Иэн Уилсон · Стюарт Форбс                                                                                             | 6:11,46 |
| Восьмёрки LM8+          | Дания · Ивар Мёльгор · Лейф Якобсен · Арне Хёйлунн · Сёрен Ханссон · Ян Кристенсен · Флемминг Йенсен · Микаэль Эсперсен · Карстен Кобернагель · Ян Расмуссен (рул) | 5:43,35 | Италия · Фабрицио Равази · Микеле Савойя · Витторио Торчеллан · Сальваторе Орландо · Стефано Шпремберг · Паоло Маростика · Андреа Ре · Паскуале Марильяно · Массимо ди Деко (рул) | 5:46,50 | Испания · Бенито Элисальде · Эулохио Хенова · Карлос Муньеса · Хасинто Асенси · Энрике Брионес · Хосе Креспо · Хосе Каньете · Виктор Льоренте · Алехандро Мойя (рул) | 5:46,90 |

### Женщины
| Дисциплина              | Золото | Золото  | Серебро | Серебро | Бронза | Бронза  |
| ----------------------- | --- | ------- | --- | ------- | --- | ------- |
| Одиночки LW1x           | Альрун Урбах ФРГ | 8:22,85 | Барбара Трэфтон США | 8:25,05 | Энн Мартин США | 8:30,90 |
| Двойки парные LW2x      | Дания · Элисабет Фрос · Кирстен Йенсен | 7:38,16 | США · Джо Ханнафин · Аннетт Эбсен | 7:43,84 | Канада · Одри Мовченко · Эллен Гиллис | 7:46,15 |
| Четвёрки распашные LW4- | ФРГ Беатриц Келлер Эвелин Хервег Регина Майер Клаудия Энгельс | 7:23,89 | США · Сесили Крофт · Маргарет Гордон · Линда Джиллетт · Элейн Стэнли                                                                                          | 7:29,14 | США · Джиллиан Ходжес · Сэнди Кендалл · Дристер Фокс · Кэри Сэндс                                                                               | 7:29,16 |
| Восьмёрки LW8+          | США · Кэрин Рейнольдс · Мэри-Эллен Финни · Джо Грейнджер · Лора Макгинити · Мэнди Коваль · Анджела Херрон · Марис Видмер · Дженнифер Маррон · Стейси Апфельбаум (рул) | 6:10,00 | Австралия · Карин Ридель · Аманда Кросс · Джанет Шихэн · Дженет Холл · Анджела Мейдмент · Бриджид Касселлс · Дебби Купер · Гейл Тугуд · Меган Робертсон (рул) | 6:13,46 | Канада · Дайана Синниг · Венди Уибе · Линн Матри · Бренда Колби · Карен Смайт · Венди Дэвис · Хелен Орр · Морин Кьюртон · Сэнди Хопкинсон (рул) | 6:15,65 |

## Командный зачёт
| Место | Страна         | Золото | Серебро | Бронза | Всего |
| ----- | -------------- | ------ | ------- | ------ | ----- |
| 1     | Дания          | 3      | 0       | 1      | 4     |
| 2     | ФРГ            | 2      | 2       | 0      | 4     |
| 3     | США            | 1      | 4       | 2      | 7     |
| 4     | Италия         | 1      | 1       | 0      | 2     |
| 5     | Испания        | 1      | 0       | 2      | 3     |
| 6     | Австралия      | 0      | 1       | 0      | 1     |
| 7     | Канада         | 0      | 0       | 2      | 2     |
| 8     | Великобритания | 0      | 0       | 1      | 1     |
| Всего | Всего          | 8      | 8       | 8      | 24    |

 Страна — хозяйка соревнований